# Tonino Valerii
Tonino Valerii (Montorio al Vomano, 20 mei 1934 – Teramo, 13 oktober 2016) was een Italiaans filmregisseur die gespecialiseerd was in het maken van spaghettiwesterns en actiefilms.

## Biografie
Valerii werd geboren in Rome en begon al op jonge leeftijd in de beroemde Cinecittà-studio's te werken. Vanaf het begin van de jaren 60 was hij director of photography bij een groot aantal exploitatiefilms die toen aan de lopende band in Italië werden gemaakt. In 1964 kwam Valerii in contact met de Italiaanse regisseur Sergio Leone en hij werkte als assistent-regisseur aan de klassieke westerns A Fistful of Dollars (1964), For a Few Dollars More (1965) en The Good, The Bad and The Ugly (1966). Na het succes van deze laatste begon hij zelf met regisseren. Hij maakte zijn speelfilmdebuut met de gewelddadige en spectaculaire western Day of Anger (1967). Hierna maakte hij The Price of Power (1968), volgens kenners een van de meest unieke en meest originele westerns ooit gemaakt. De film was een politieke western waarin de moord op John F. Kennedy in 1963 wordt gereconstrueerd in een western-setting. De film speelde zich af in het Dallas van 1863 en in plaats van een limousine werd een koets gebruikt. Ook gaf Valerii in deze film een originele en gewaagde oplossing voor de moord.
Hierna begon Valerii zijn activiteiten meer te richten op komische westerns en hij maakte slapstickwesterns als A Genius, Two Partners, And A Dupe/Un Genio, Due Compari, Un Pollo (1975). In 1973 maakte hij My Name is Nobody, een film die, volgens velen, behoort tot de beste spaghetti-westerns en tevens het onderwerp was van enige controverse. Tonino Valerii was de regisseur, hoewel Sergio Leone sommige scènes tot ergernis van Valerii regisseerde.
Halverwege de jaren tachtig, met de teloorgang van de Italiaanse exploitatiecinema, stopte Valerii, net als veel andere regisseurs, met het maken van films en ging hij zich op de televisie-industrie richten.
In 1997 regisseerde hij de film Una vacanza all’inferno.
In 2007 speelde hij zelf ook nog een kleine rol in de film All’amore assente.

## Filmografie
- 1966 - Per il Gusto di Uccidere (For the Taste of Killing)
- 1967 - I Giorni dell'Ira (Day of Anger)
- 1969 - Il Prezzo del Potere(The Price of Power)
- 1970 - La Ragazza di Nome Giulio (A Girl Called Jules)
- 1972 - Mio Caro Assassino (My Dear Killer)
- 1972 - Una Ragione per Vivere e una per Morire (A Reason to Live, a Reason to Die)
- 1973 - Il Mio Nome È Nessuno (My Name is Nobody)
- 1976 - Vai Gorilla (Go Gorilla Go)
- 1978 - Sahara Cross
- 1986 - Brothers in Blood|La Sporca Insegna del Coraggio (Brothers in Blood)
- 1992 - Il Cielo Non Cade Mai

- Biblioteca Nacional de España: XX1548942
- Bibliothèque nationale de France: cb13900681m (data)
- Gemeinsame Normdatei: 137356153
- International Standard Name Identifier: 0000 0001 1461 1193
- Library of Congress Control Number: no2005029162
- Nationale Bibliotheek van Tsjechië: xx0223313
- Nederlandse Thesaurus van Auteursnamen: 074091263
- Istituto Centrale per il Catalogo Unico: SBLV241610
- SNAC: w6z45s8w
- Système universitaire de documentation: 115047328
- Virtual International Authority File: 51416870
- WorldCat: E39PBJrRjxBwFhWJPMrTPKGvHC